# Perfluorkarboner
Perfluorkarboner tillhör de mesta stabila organiska föreningarna, där vätet i kolväte-strukturer ersatts av fluoratomer.

Perfluoroalkanes
Koltetrafluorid, den enklaste perfluoroalkanen
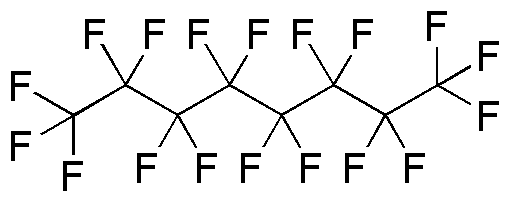
Perfluorooktan, en linjär perfluoroalkan
Perfluoro-2-metylpentan, en grenad perfluoroalkan
Perfluoro-1,3-dimetylcyclohexan, en ringformad perfluoroalkan
Perfluorodekalin, en flerringad perfluoroalkan